# Rune Stakkeland
Rune Stakkeland (27 giugno 1973) è un ex calciatore norvegese, di ruolo centrocampista.

## Carriera

### Club
Stakkeland debuttò nella Tippeligaen con la maglia del Viking, nella vittoria per 1-0 contro lo HamKam, in data 17 aprile 1994. Il 27 aprile segnò la prima rete, nella vittoria per 4-2 sul Bodø/Glimt.
L'anno successivo militò nel Bryne, nella 1. divisjon. Nel 1996 firmò per il Lillestrøm, esordendo con questa maglia il 14 aprile, subentrando a Gard Kristiansen nella vittoria per 2-0 sul Vålerenga. Il 14 luglio dello stesso anno segnò la prima rete per il nuovo club, nel pareggio per 3-3 contro lo Strømsgodset. Rimase in squadra fino al 1999.